# Ion Neagu (avocat)
Pentru alte persoane cu aceleași prenume și nume de familie, vedeți pagina de dezambiguizare Ion Neagu.
Ion Neagu (n. 28 iunie 1940) este un jurist român. Acesta este de profesie avocat, profesor universitar de drept (la Facultatea de Drept a Universității din București și la Facultatea de Drept a Universității "Nicolae Titulescu" din București). Ion Neagu a fost deputat în legislatura 2000-2004 ales în București pe listele PSD.
Ion Neagu a fost Rectorul Universității "Nicolae Titulescu" din București și a publicat mai multe manuale școlare și tratate de procedură penală.

## Biografie
Ion Neagu a absolvit Facultatea de Drept a Universității din București în 1965.
Între anii 1974 și 1980 a urmat cursurile Facultății Internaționale pentru Studiul Dreptului Comparat (F.T..D.C.) – Strasbourg, Franța.

### Avocat
Debutul în avocatură l-a făcut în 1996, când a fost angajat de Zaher Iskandarani, arestat preventiv pentru contrabandă.
De-a lungul timpului a pledat în dosarele inculpaților Gabriel Bivolaru (fost deputat PSD, acuzat de fraudarea BRD cu circa 2.000 de miliarde de lei vechi, sumă actualizată), Vladimir Dragoman (fost director la Petrotel, acuzat de afaceri ilegale cu petrol), Victor Atanasie Stănculescu, fost ministru al apărării și apoi al industriilor, Liviu Valentin Viclea, închis pentru devalizarea BTT, omul de afaceri Dan Tartaga - dispărut după ce a fost condamnat pentru ucidere din culpă, sau cetățeanul turc Kesser Fatih, care a adus bugetului statului un prejudiciu de 87 de miliarde de lei.
Cel mai controversat caz a fost cel al turcului Husayn Saral, acuzat în țara natală de crime, sechestrări de persoane, trafic de droguri.
În acest dosar, Neagu a reușit să-l scoată din arest preventiv pe inculpatul Saral, pe care poliția s-a chinuit mult timp să-l captureze.
Ion Neagu a fost și avocatul lui Miron Cozma, fostul lider al ortacilor din Valea Jiului condamnat pentru celebrele mineriade.

### Autor de manuale, politician
Ion Neagu este profesor și autor de manuale de drept penal iar în anul 2002 era cunoscut mai ales ca cel mai scump avocat din România.
Ion Neagu face parte dintre acei politicieni care au susținut cu tărie compatibilitatea dintre statutul de avocat și cel de parlamentar.

## Controverse
Datorită prieteniei cu Adrian Năstase, rectorul Ioan Neagu a obținut o finanțare din bani publici în valoare de 30 de miliarde de lei pentru universitatea pe care o conduce, chiar dacă este vorba de o instituție de învățământ particulară.
După ce presa a scris despre „cadoul” făcut universității conduse de deputatul Ion Neagu, executivul condus de Năstase i-a retras finanțarea.